# Nyrup (Aalborg Kommune)
 For alternative betydninger, se Nyrup. (Se også artikler, som begynder med Nyrup)
Nyrup er en landsby i det nordlige Himmerland med 52 indbyggere (2008). Nyrup er beliggende tre kilometer vest for Sønderholm og 16 kilometer vest for Aalborg centrum. Landsbyen hører under Aalborg Kommune og er beliggende i Sønderholm Sogn.
Nyrup er en randlandsby, som de findes mange steder langs gamle kystskrænter. Bebyggelsens har både gamle istandsatte bygninger og nyere traditionelle parcelhuse. Der drives forsat landbrug, og markerne ligger side om side med bebyggelsen. Historisk har man dyrket jorden på de højtliggende arealer, mens de lavere liggende engarealer har været brugt til græsning.